# South Coast Wolves FC
South Coast Wolves FC är en fotbollsklubb från Wollongong i Australien. Klubben spelar i New South Wales Premier League som är den högsta serien i delstaten New South Wales. Klubben i sin nuvarande form grundades 2009 efter att föregångaren Wollongong Wolves FC hamnade i så stora ekonomiska problem att de gick i konkurs.
Klubben spelade tidigare, då som Wollongong Wolves FC i den numera nerlagda nationella australiensiska proffsligan National Soccer League (NSL). De vann serien två gånger, 2000 och 2001, och blev australiensiska mästare.